# Oldřich Mikulášek

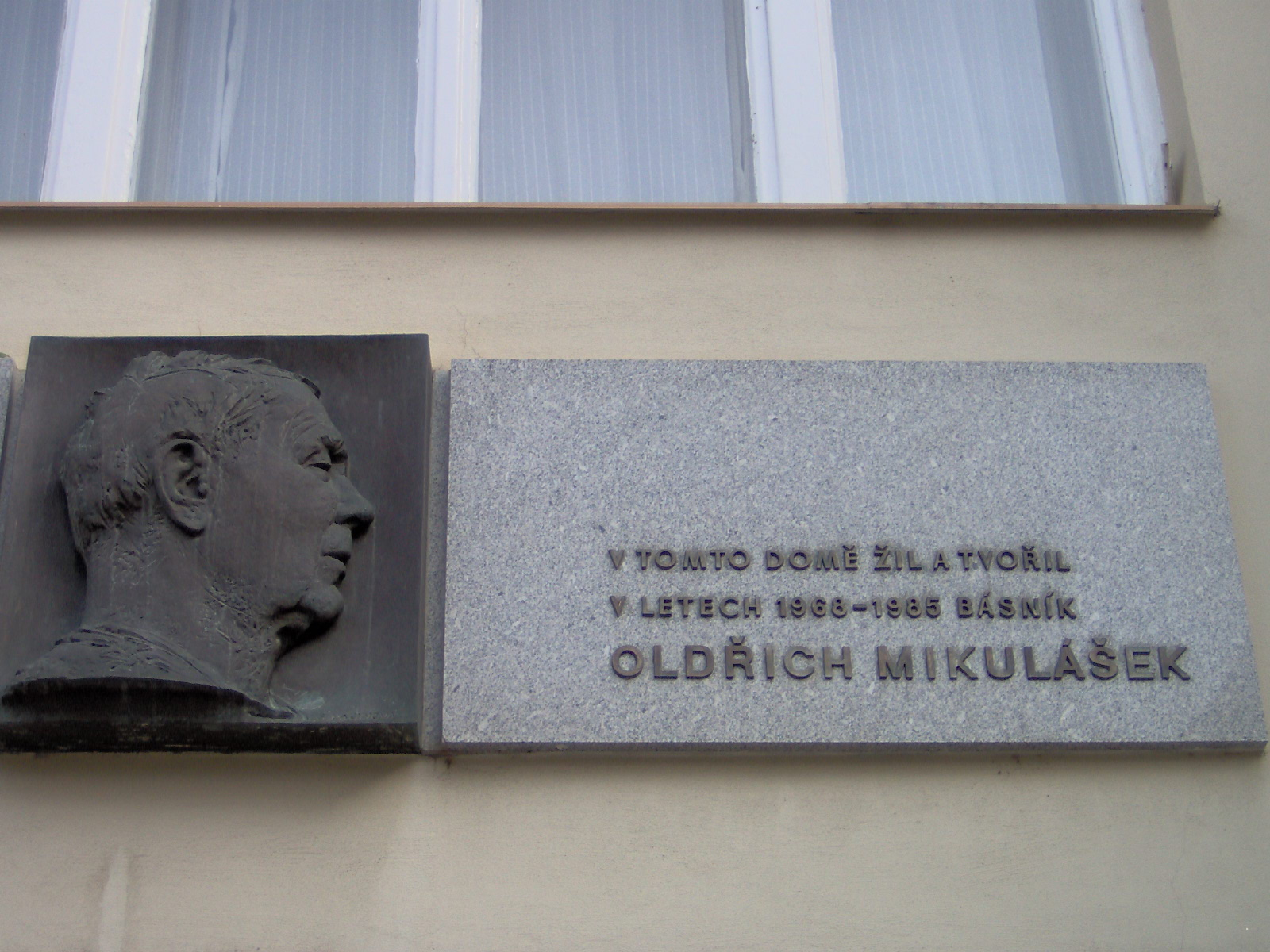
Gedenktafel in Brünn

Oldřich Mikulášek (* 26. Mai 1910 in Prerau; † 13. Juli 1985 in Brünn) war ein tschechischer Dichter.

## Leben
Der Sohn eines Eisenbahners besuchte die Bürgerschule und absolvierte 1927 die Wirtschaftsschule. Seinen Lebensunterhalt verdiente er sich zunächst als Arbeiter und Angestellter, seit 1933 als Redakteur, unter anderem im Tschechoslowakischen Rundfunk. Seit 1964 widmete er sich nur noch der Literatur. 1967 verletzte sich Mikulášek schwer. Die Folgen des Unfalls quälten ihn bis zum Ende seines Lebens.
In seiner zweiten Ehe Anfang der 1950er Jahre heiratete er die Rundfunkredakteurin Věra, die später zur Dramaturgin und Direktorin der Brünner Fernsehstation des Tschechoslowakischen Fernsehens aufstieg.
Zu seinen engen literarischen Freunden gehörten unter anderem Klement Bochořák, Adolf Kroupa, Josef Kainar, Ludvík Kundera, Jan Skácel und Milan Uhde.

## Mitgliedschaften
Er gehörte dem Literaturzirkel Q an.

## Werke
Mikulášek gehörte zu den bedeutenden Dichtern der zweiten Hälfte des vorigen Jahrhunderts. Er begann als Redakteur bei Brünner Tageszeitungen und Zeitschriften.
Seine Lyrik gehört zu den schwierigeren Werken der Literatur, so dass auch die Zensur der kommunistischen Regierung ihn nicht richtig einschätzen konnte. Seine Bücher wurden nicht kritisiert und wurden von 1971 bis 1980 lediglich deshalb verboten, weil er sich weigerte, eine negative Stellungnahme zum Prager Frühling abzugeben. Seine poetischen Werke richten sich gegen das Alltägliche und Wiederkehrende. Auf der anderen Seite dichtet er über Liebe, feierliche Oden an den Wein, an seine Stadt Brünn und Südmähren, allerdings meist verbunden mit Todesgedanken. Am Anfang seiner dichterischen Tätigkeit gehörte er zu den Vertretern des Poetismus.

### Gedichtbände
- Černý bílý ano ne, 1930
- Marné milování, 1940
- Křídlovka, 1941
- Tráva se raduje, 1942
- Podle plotu, 1946
- Pulsy, 1947
- Horoucí zpěvy, 1955
- Divoké kačeny, 1955
- Krajem táhne prašivec, 1957
- Ortely a milosti, 1958
- První obrázky, 1959
- Albatros, 1961
- Pohádka o brněnském krokodýlovi, 1961
- Svlékání hadů, 1963
- To království tvé, 1966
- Šokovaná růže, 1969
- Kam létají labutě, 1970
- Agogh, 1980
- Žebro Adamovo, 1981
- Veliké černé ryby a dlouhý bílý chrt, 1981
- Sólo pro dva dechy, 1983
- Čejčí pláč, 1984
- Druhé obrázky, 1986

Siehe auch: Liste tschechischer Schriftsteller